# Narbonès
El Narbonès (en occità Narbonés, en francès Narbonnais) és un Parçan o comarca d'Occitània situat al Llenguadoc. A França també és considerat una regió històrica, formada pels territoris de l'antic vescomtat de Narbona. El cap n'és la ciutat de Narbona.
Segons la proposta de divisió territorial d'Occitània del diari Jornalet, basada en l'obra de Frederic Zégierman Le Guide des pays de France, el Narbonès estaria ubicat a la regió del Llenguadoc, subregió del Baix Llenguadoc.
Segons aquesta divisió, es reconeixerien com a parçans propis alguns territoris que formaren part de l'antic vescomtat, com el Menerbès (o Minervois), comarca històrica i natural, al nord-oest; i l'extensa serra de les Corberes (Corbièiras, o Corbières), al centre i sud-oest.
Així, el Narbonès, en sentit estricte quedaria reduit a tres sub-parçans o comarques naturals:
- el Fitor (Fitou) al sud-est, terra vinícola;
- la Clapa al nord-est, massís proper al litoral
- La plana de la ciutat de Narbona, que s'estén al centre-est.

Oficialment, els municipis del Narbonès estan adscrits administrativament al departament francès de l'Aude, estenent-se per la meitat oriental fins a l'Erau.
Unes 80.000 hectàrees del Narbonès estan protegides com a Parc Natural Regional del Narbonès al Méditerrani, que abasta des de les llacunes del litoral a fins a la Clapa i part de les Corbièras, incloent alguns estanys costaners importants, com el de Sijan, que són un lloc important per la migració i la hivernada dels ocells.